# هلن شارمن
هلن شارمن (به انگلیسی: Helen Sharman) فضانورد اهل کشور بریتانیا است که در ۳۰ مهٔ ۱۹۶۳ میلادی در شفیلد زاده شد. وی در مأموریت سایوز تی‌ام-۱۲، سایوز تی‌ام-۱۱ حضور داشته است.